# 谷口一郎
谷口 一郎（たにぐち いちろう、1936年12月8日 - 2009年11月1日）は、日本の技術者、実業家。学位は工学博士（1972年）。三菱電機株式会社相談役。
社団法人経済団体連合会宇宙開発利用推進会議会長、三菱電機株式会社社長・会長、社団法人日本経済団体連合会宇宙開発利用推進委員会委員長などを歴任。

## 概要

### 生い立ち
兵庫県出身。幼いころは海野十三や山中峯太郎の小説に親しみ、「アフリカに行って猛獣狩りのプロになりたい」との夢を抱く。その後、京都大学理学部物理学科にて物理学を修めた。また、工学博士の学位を取得した。

### 技術者として
大学卒業後、三菱電機に入社。主に技術畑を歩み、軍事分野や宇宙開発分野で豊富なキャリアを積んだ。特に、人工衛星の管理業務などに従事した。同社の鎌倉製作所にて管制システム部や飛しょう体部の部長を歴任し、副所長や所長を歴任。

### 経営者として
1991年、取締役電子システム事業本部副本部長に就任。以来、同本部の副本部長や本部長を務めつつ、移動体衛星通信事業開発センターを兼任、さらに常務や専務を歴任。宇宙開発事業団が打ち上げた地球観測衛星「ふよう1号」では三菱電機もシステムを担当したが、合成開口レーダーのアンテナが開かないというトラブルに見舞われ、谷口は担当部門の役員として解決に当たった。1998年、代表取締役社長に就任。4年後には代表取締役会長に就任。その後、取締役相談役に退き、のちに取締役を退任した。
2009年11月1日、東京都千代田区にて急性腎不全により死去した。

## 業績
社長就任後、経費削減を狙い、17のプロジェクトを新設し資材原価や物流費の削減を担わせた。その結果、当初は「3年間で1000億円の固定費削減」を掲げていたが、予想を上回る進捗となり1年前倒しでの達成に道筋をつけた。また、携帯電話事業やソリューション事業を柱として、売上高で4兆円超を目指すと提唱し、新たな中期経営計画を打ち出した。
経済団体連合会に設置された宇宙開発利用推進会議では会長を務め、宇宙開発事業団らに対し宇宙開発政策について提言を行ってきた。経済団体連合会が日本経営者団体連盟と統合し日本経済団体連合会が発足すると、同会に新たに設置された宇宙開発利用推進委員会にて委員長に就任し、宇宙航空研究開発機構に対して政策提言を行った。日本の科学技術の発展を重要視しており、その最先端に位置する宇宙開発の推進は人材育成の観点からも国益に繋がると提唱していた。日本の内閣総理大臣の年頭所感や所信表明演説と、アメリカ合衆国の大統領の一般教書演説など他国の首脳の演説とを比較し、科学技術を取り上げる頻度が少ないと指摘している。また、宇宙に関する国の広報活動のいっそうの充実を提言していた。

## 人物
信条は不言実行であり、「何も実績を上げずに構想だけ語っても意味がない」と繰り返し主張した。また、マスコミが報じた人物評としては「誠実な人柄」などが挙げられる。
縁戚関係のある主な人物としては、日本板硝子社長としてNSGグループを率いた藤本勝司や、藤本の娘で歌手や声優としても活動するタレントの千秋（姪）などがいる。